# Ideler (cráter)
Ideler es un pequeño cráter de impacto situado en las latitudes bajas del sur de la Luna. Esta formación es visible desde la Tierra, pero aparece en escorzo debido a su ubicación. El cráter se encuentra justo al noreste del cráter más grande Baco, y al oeste-noroeste del prominente cráter Pitiscus. Al oeste-noroeste de Ideler se halla Breislak.
|  |

Forma parte de un pareja de cráteres casi iguales con Ideler L, que Ideler invade en su flanco oriental. El cráter satélite más pequeño Baco R está casi unido al borde occidental opuesto. El resto de la borde aparece bastante deteriorado, con un par de pequeños cráteres en el borde norte y en la pared interior. El suelo interior prácticamente carece de rasgos distintivos.

## Cráteres satélite
Por convención estos elementos son identificados en los mapas lunares poniendo la letra en el lado del punto medio del cráter que está más cerca deno a Ideler.
|        | \| Ideler \| Coordenadas \| Diámetro \| \| ------ \| ----------------------------- \| -------- \| \| A \| 50°06′S 22°00′E / -50.1, 22.0 \| 11 km \| \| B \| 50°36′S 22°18′E / -50.6, 22.3 \| 11 km \| \| C \| 51°12′S 23°12′E / -51.2, 23.2 \| 7 km \| \| L \| 49°12′S 23°36′E / -49.2, 23.6 \| 36 km \| \| M \| 48°48′S 25°36′E / -48.8, 25.6 \| 20 km \| |          |
| Ideler | Coordenadas | Diámetro |
| A      | 50°06′S 22°00′E / -50.1, 22.0 | 11 km    |
| B      | 50°36′S 22°18′E / -50.6, 22.3 | 11 km    |
| C      | 51°12′S 23°12′E / -51.2, 23.2 | 7 km     |
| L      | 49°12′S 23°36′E / -49.2, 23.6 | 36 km    |
| M      | 48°48′S 25°36′E / -48.8, 25.6 | 20 km    |